# Sterrenschip

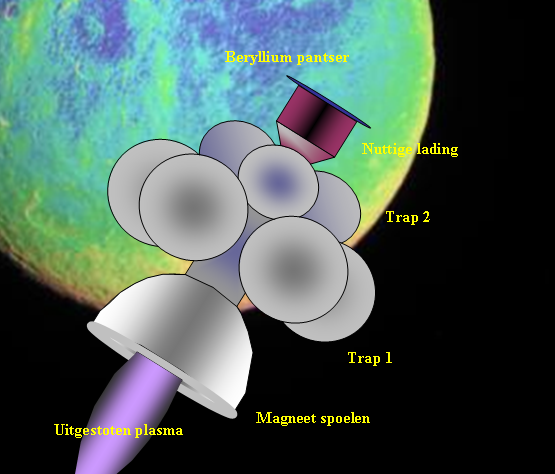
Plaatje van een ontwerp van een onbemand sterrenschip uit Project Daedalus, (1978), een door fusie-energie voortgestuwde interstellaire sonde

Een sterrenschip of interstellair ruimteschip is een ruimteschip dat speciaal is ontwikkeld om tussen verschillende planetenstelsels te reizen. Dit gaat dus verder dan de huidige ruimteschepen en -veren die slechts in een baan rond een planeet kunnen opereren of ruimteschepen die ontworpen zijn voor reizen tussen verschillende planeten. 

## Voorkomen
De term van sterrenschip komt, mede doordat de verwezenlijking ervan niet heeft plaatsgevonden, vooral voor in de sciencefiction. De onbemande voertuigen die het verst van de Aarde geweest zijn (zie Voyagerprogramma en de Pioneerprogramma) worden niet tot de sterrenschepen gerekend, omdat zij niet daadwerkelijk in de buurt van andere sterren geweest zijn. 

## Research
Er zijn enkele onderzoeken geweest die de mogelijkheden rond het bouwen van sterrenschepen onderzochten. Hierbij horen onder andere:
- Project Orion (1958–1965), bemande sterrenschepen
- Project Daedalus (1973–1978), onbemande interstellaire sonde
- Project Longshot (1987–1988), onbemande interstellaire sonde
- Project Icarus (2009–2014), onbemande interstellaire sonde

## In fictie
In fictie kunnen de meeste sterrenschepen sneller dan het licht reizen door gebruik te maken van aandrijving zoals de warpmotor of door te reizen door de hyperruimte. Een andere categorie sterrenschepen maakt gebruik van relativistische snelheden. 

### Voorbeelden van sterrenschepen in fictie

#### Star Trek
- De verschillende versies van de USS Enterprise, zoals de USS Enterprise NX-01 en de USS Enterprise NCC-1701D
- De USS Voyager
- De USS Defiant NX-74205

#### Star Wars
- De Millennium Falcon
- De Death Star

#### Overige fictie
- De Prometheus uit Stargate
- Het schip uit Independence Day
- De USS Callister uit de gelijknamige aflevering van Black Mirror